# Joan Baez – I Am A Noise
Joan Baez – I Am A Noise (Fernsehtitel: Joan Baez – Mit lauter Stimme) ist ein US-amerikanischer Dokumentarfilm über die Singer-Songwriterin Joan Baez aus dem Jahre 2023. Der Film verwendet bislang unbekanntes Filmmaterial sowie Zeichnungen, Tagebücher und Tonbandkassetten von Therapiesitzungen der Künstlerin. Regie führten Miri Navasky, Karen O’Connor und Maeve O’Boyle. Die Premiere erfolgte im Februar 2023 im Rahmen der 73. Berlinale. Seit dem 28. Dezember 2023 ist der Film in einigen ausgewählten Kinos in Deutschland zu sehen – in der Originalfassung mit deutschen Untertiteln.

## Inhalt
Dem Film ist ein Zitat des kolumbianischen Literaturnobelpreisträgers Gabriel García Márquez (1927–2014) vorangestellt, auf das sich auch Joan Baez bezieht: „Jeder hat drei Leben: das öffentliche, das private und das geheime“. Die Rahmenhandlung bildet die Abschiedstournee, die sie 2018 unternahm. In mehreren Interviews zieht sie daneben eine Bilanz ihres Lebens, konfrontiert sich mit oft schmerzhaften Erinnerungen und erzählt offen von ihren Panikattacken und anderen psychischen Krankheiten, ihrer Familie, den Missbrauchsvorwürfen durch ihren Vater, von Drogenmissbrauch, dem Altern und Fragen nach Schuld und Vergebung.
Zum ersten Mal spricht sie auch über ihre Beziehung zu Bob Dylan, wie sie ihren Ruhm nutzte, um seine Karriere zu fördern und über den Schmerz ihrer späteren Entfremdung. Der Film verwebt Tagebucheinträge und Baez’ eigene Zeichnungen mit ausführlichen Gesprächen und Backstage-Momenten der Tournee. Zugleich kommen einige Weggefährten zu Wort.
Grundlage für viele Geschichten und Erinnerungen war das umfassende Privatarchiv von Joan Baez im Keller ihres Hauses in Woodside, in dem sie seit vielen Jahren Filme, Fotos, Zeichnungen, Audioaufnahmen und Tagebücher aufbewahrt.

## Rezeption
Auf der Website Rotten Tomatoes sind 98 % der 45 Kritiken positiv, mit einer durchschnittlichen Bewertung von 7,7/10. Der Konsens lautet, der Film sei „nicht nur eine fesselnde Chronik ihrer bemerkenswerten Karriere, sondern auch eine bewegende Darstellung der persönlichen Reise einer Frau vom Schmerz zu Frieden und Vergebung.“
Bei Metacritic erhielt der Film zu 77 % eine positive Bewertung, basierend auf 7 Kritiken.
Daniel Kothenschulte befand in der Frankfurter Rundschau, die Dokumentation sei „ein hemmungslos ehrliches filmisches Selbstporträt der Queen of Folk.“
Markus Tschiedert schrieb auf CountryMusicNews.de: „'Joan Baez: I Am a Noise' ist ein längst überfälliges Porträt über Joan Baez, dass uns diese ungewöhnliche Frau nach einer über 50 Jahren andauernden Karriere so nahe wie nie zuvor bringt. Rundum gelungen, sodass man Joan Baez am Filmende wie eine vertraute Freundin empfindet.“